# بابكر ديالو
بابكر ديالو (بالفرنسية: Babacar Diallo؛ بالفنلندية: Babacar Diallo) هو لاعب كرة قدم سنغالي وفنلندي في مركز الدفاع، ولد في 25 مارس 1989 في داكار في السنغال. لعب مع إنتر توركو وكووبيون بالوسيورا.

## وصلات خارجية
- بابكر ديالو على موقع اتحاد تركيا (لاعب) (الإنجليزية)
- بابكر ديالو على موقع قاعدة بيانات كرة القدم.إي يو (الإنجليزية)
- بابكر ديالو على موقع Soccerway.com (الإنجليزية)
- بابكر ديالو على موقع عالم كرة القدم.نت (الإنجليزية)